# ANF Ct CBR 7-18

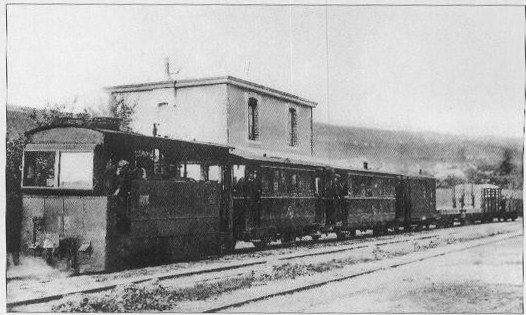
La locomotive n°13, en tête d'un train mixte en gare d'Ay.

L'ANF Ct ou 030T est un modèle de locomotive à vapeur construit par les Ateliers de construction du Nord de la France (ANF) de Blanc-Misseron pour les Chemins de fer de la Banlieue de Reims (CBR).

## Histoire
Elles sont livrées en 1903.

## Caractéristiques
Caractéristiques
- Type : C (030) tender bicabine ;
- Nombre : 12 ;
- Numéros constructeur : 262 à 273 (La Métallurgique 1263 à 1274) ;
- Numéros : 7 à 18 ;
- Écartement : métrique (1 000 mm).